# ISketch
iSketch é um jogo online de desenho na internet para todas as idades, semelhante ao Pictionary. Os joogadores desenham uma palavra ou tópico à vez (usando um rato ou um tablete gráfico) enquanto os outros tentam adivinhar. Os desafios estão disponíveis em mais de 20 línguas e 200 temas, dos mais fáceis aos mais difíceis. Para além das salas de jogo normais, os jogadores podem criar as suas próprias salas personalizadas, escolhendo configurações e listas de palavras diferentes do usual. Os jogadores têm igualmente à sua disposição um "estúdio" privado onde podem treinar e partilhar os seus desenhos com outros jogadores.
Rara em jogos online é a ausência de publicidade agressiva, bem como de um registro ou preparação necessários para jogar, sendo, no entanto, aconselhável a leitura antecipada das regras do jogo. No geral, a mentalidade do jogador é sociável: as regras são maioritariamente impostas pelos próprios jogadores e é comum que surjam comunidades no seio de determinadas salas.
De acordo com o registo de versões do sítio, o jogo foi lançado em 1999.

## Salas de Jogo
Línguas
American English
Standard English
Afrikaans
Basque
Bulgarian
Catalan
Czech
Danish
Netherlandic Dutch
Estonian
Filipino
Finnish
Belgian Dutch
French
German
Gaelic
Greek
Icelandic
Indonesian
Italian
Latin
Latvian
Norwegian
Polish
Portuguese
Portuguese (Brazil)
Portuguese (Unified)
Slovak
Spanish
Swedish
Turkish
Temas especiais
Anagrams
Animals
Colors
Food
Geography
Harry Potter
Homophones
History
Movies
Nation Song Contest
Palindromes
Phrases
Science
Songs
Trivia
70s